# Mediterraneo (Fabrizio De André)
Mediterraneo è una compilation di Fabrizio De André pubblicata nel 2001.

## Tracce
1. Creuza de mä – 6:02
2. Via del Campo – 2:31
3. Don Raffaê – 4:13
4. Sidun – 6:21
5. Monti di Mola – 7:41
6. Parlando del naufragio della London Valour – 4:45
7. Rimini – 4:09
8. A dumenega – 3:43
9. Da a me riva – 2:59
10. Zirichiltaggia – 2:19